# Wahidi Balhaf

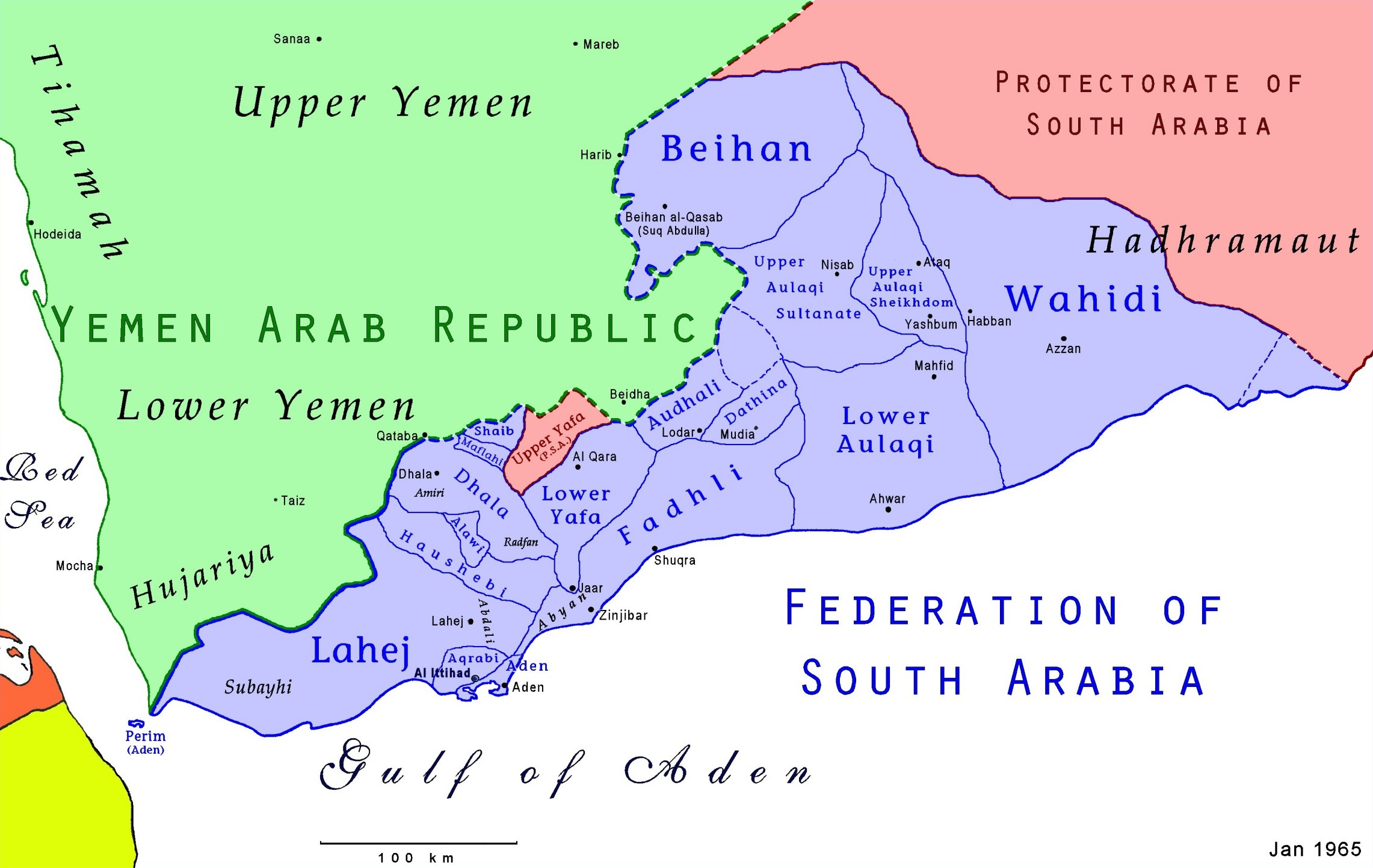
Karte der Südarabischen Föderation

Wahidi Balhaf (arabisch واحدي بالحاف Wāḥidī Bālḥāf), oder auch Sultanat von Wahidi Balhaf (Arabisch: سلطنة الواحدي بالحاف Salṭanat al-Wāḥidī Bālḥāf), war einer von mehreren Wahidi-Staaten im Aden Protektorat des Britischen Empires. Ab 1963 war es ein Staat innerhalb der Südarabischen Föderation, nachdem es kurzzeitig (von 1959 an) zur Föderation der Arabischen Emirate des Südens gehört hatte. Innerhalb dieses Staates war sein Name Wahidi. Seine Hauptstadt war Balhaf am Golf von Aden. Zu ihm gehörte auch die Stadt Azzan im Landesinneren. Das Sultanat ging 1967 in der Volksdemokratischen Republik Jemen auf. Das Gebiet ist heute Teil der Republik Jemen.

## Die Wahidi-Staaten
- Wahidi Azzan: Wahidi Azzan, offiziell Sultanat von Wahidi Azzan. Es wurde 1830 gegründet und bestand bis zum 4. Mai 1881, als es Teil von Wahidi Balhaf wurde.
- Wahidi Bir Ali: Wahidi Bir Ali (Arabisch: واحدي بير علي Wāḥidī Bīr ʿAlī), oder auch das Wahidi Wilayah von Bir Ali (Arabisch: ولاية الواحدي بير علي Wilāyah al-Wāḥidī Bīr ʿAlī). Seine Hauptstadt war Bir Ali am Golf von Aden. Staatschef war ein Wali. Der letzte Wali, Alawi ibn Salih ibn Ahmad Al Wahidi, wurde 1967 entmachtet.
- Wahidi Haban: (Arabisch: واحدي حبان Wāḥidī Ḥabbān), oder auch Sultanat von Wahidi Haban (Arabisch: سلطنة الواحدي حبان Salṭanat al-Wāḥidī Ḥabbān). Seine Hauptstadt war Habban. Sein letzter Sultan, Husayn ibn Abd Allah Al Wahidi, wurde 1967 entmachtet.